# Leia Gärtner
Leia Gärtner, artistnamn Titti Tång, född 4 juli 1974, sångerska i reggaebandet Svenska Akademien. Hon slutade i bandet 2007 på grund av att hon fick barn. Efter att Svenska Akademien hade lagts på is var hon med General Knas (som också varit med i Svenska Akademien) och sjöng på låten "Tomma tunnor" på albumet Charmörerna presenterar General Knas med Vänner och var under 2011 också deltagande i låten "Bland dom" tillsammans med Syster Sol, Hanouneh och andra svenska reggaeartister. I februari 2013 annonserade Svenska Akademien att de tänker släppa nytt material och genomföra spelningar under 2013 .

## Diskografi
Album med Svenska Akademien
- Med anledning av – 2002
- Tändstickor för mörkrädda – 2004
- Resa sig opp – 2005

Album med General Knas
- Charmörerna presenterar General Knas med Vänner – 2009